# Léotychidas II
Léotychidas II (ou Léotychide) est un roi de Sparte de la famille des Eurypontides.
Il succède à Démarate de Sparte, contraint à l'exil en 491 av. J.-C. par son collègue Cléomène Ier, et commande les forces grecques qui remportent en 479 av. J.-C. la victoire navale du cap Mycale contre les Perses lors des guerres médiques.
Vers 476 av. J.-C. il se rend en Thessalie pour combattre les Aleuades, alliés aux Perses. Il se laisse alors corrompre et retire ses troupes, ce qui lui vaut une condamnation immédiate de Sparte. Il se réfugie au temple d'Athéna à Tégée. Il y meurt quelques années plus tard, vers 469 av. J.-C.
Léotychidas ne doit pas être confondu avec un autre Eurypontide appelé Léotychide, qui était nominalement le fils d'Agis II ; mais Alcibiade est généralement considéré comme son père (Plutarque raconte qu'Agis était absent pendant dix mois avant sa naissance).